# 丹尼斯·詹森
丹尼斯·詹森（Dennis Jensen，1962年2月28日—）是一位澳洲政治人物，他的黨籍是澳洲自由黨。自2007年開始，他是譚格尼選區選出的澳大利亞眾議院的議員。他以他對全球暖化的懷疑論點爾著稱。